# Elspeth Beard
Pour les articles homonymes, voir Beard.
Elspeth Beard, née le 28 avril 1959, est une architecte et motarde, connue pour être la première Anglaise à avoir fait le tour du monde à moto,.
Par la suite, elle refait le design de la Tour Munstead à Godalming (Surrey) et gagne en 1994 le prix du Royal Institute of British Architects pour l'Angleterre du Sud-Est. 
Elle possède désormais un bureau d'architecte dans une étable rénovée à Godalming.

## Carrière motocycliste
Beard apprend à conduire une moto à seize ans dans les plaines de Salisbury.
En 1982, après sa troisième année d'architecture, elle commence son tour du monde sur une BMW R60/6,,,. Son point de départ est New York, où elle a fait transporter sa moto par bateau depuis la Grande-Bretagne. Elle part vers le Canada, passe au Mexique et termine à Los Angeles avant d'embarquer avec sa moto pour Sydney.
Ce n'est pas un voyage sans étapes : durant 11 mois elle s'arrête à Sydney pour exercer son métier d'architecte. Elle traverse ensuite l'Australie, seulement arrêtée à Townsville (Queensland) par un accident qui lui vaut deux semaines d'hospitalisation.
Rétablie, elle repart pour la côte afin d'embarquer pour Singapour. Elle se lance alors à travers l'Asie et recroise la malchance en Thaïlande : à la suite d'une collision avec un chien, elle doit récupérer chez une famille locale qui la nourrit en partie avec les restes du chien écrasé,. Pour traverser le Punjab, elle doit fabriquer les autorisations nécessaires et ainsi passer au Pakistan, revenant en Europe via la Turquie.
Elle rejoint la Grande-Bretagne en 1984 après un périple de 48.000 km, devenant la première Anglaise à boucler un tour du monde à motocyclette.

## Château d'eau victorien
Après ses exploits moto, Beard rachete la Tour Munstead à Godalming, un ancien château d'eau de 40 mètres construit en 1898. Cinq ans de travaux sont nécessaires pour la convertir en habitation. Cette conversion lui vaut le prix 1994 du Royal Institute of British Architects pour le Sud-Est anglais.
Le logement fut utilisé pour un épisode de la série Homefront en 1995,.